# Kanat Islam
Kanat Islam, de son vrai nom Hanati Silamu, est un boxeur chinois naturalisé kazakh en 2011 né le 13 septembre 1984 à Altay.

## Carrière
Médaillé de bronze aux Jeux olympiques de Pékin en 2008 dans la catégorie poids welters, il remporte également la médaille de bronze aux championnats du monde à Chicago en 2007 ainsi qu'aux championnats d'Asie à Oulan-Bator en 2007 et aux Jeux Asiatiques de Doha en 2006. Kanat passe dans les rangs professionnels en 2011.